# アラスカ地区

アラスカ地区
District of Alaska (英語)

アラスカ地区の地図（1901年）

アラスカ地区（District of Alaska）は、1884年5月17日から1912年8月24日までの間、アメリカ合衆国政府が使用したアラスカの名称である。なおアラスカは、アラスカ購入から1884年まではアラスカ県（Department of Alaska）と呼ばれていた。そしてアラスカ地区は、1912年にアラスカ準州と名称を変えた。

## アラスカ地区成立前
アラスカがアラスカ県であった時代は、アラスカには自治政府が存在しておらず、アメリカ合衆国陸軍（1877年まで）、アメリカ合衆国財務省（1877年から1879年まで）、アメリカ合衆国海軍（1879年から1884年まで）と様々な組織がアラスカ県を管轄に置いてきた。しかし1884年にアラスカ地区となった時点で、アラスカは初めて独自の政府を持った。

## 鉱業

### カナダの金鉱

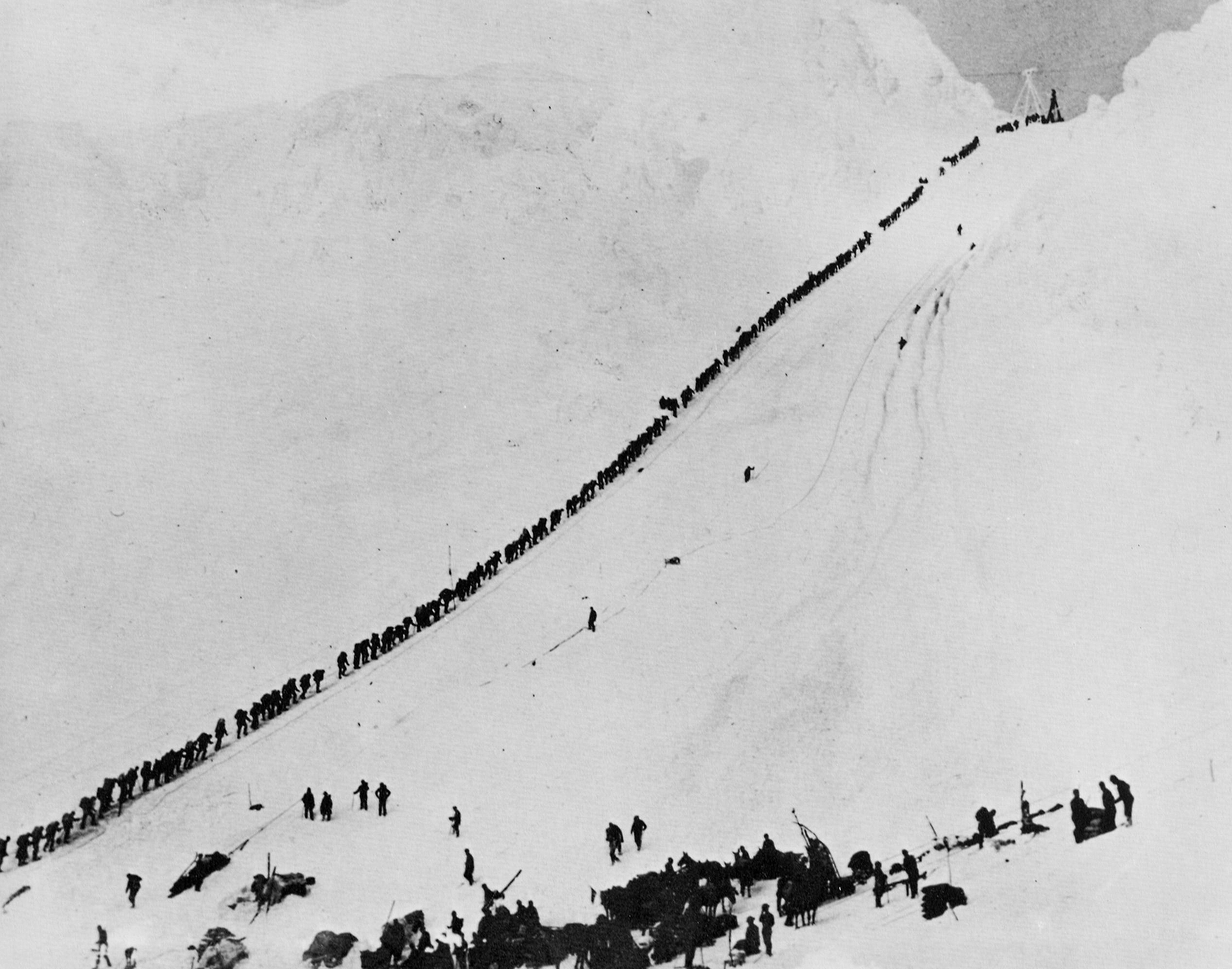
クロンダイク・ゴールド・ラッシュの頃のチルクート・トレイルを登る採鉱者。

1896年にユーコン地方のクロンダイクで金が発見されたことは、アメリカ合衆国の国民の注目を、自国の北方領地に向けさせた。しかし、この当時アラスカ地区においてはまだ大きな金鉱は見つかっておらず、このため金の採鉱を行って一山当てようと、多くの採鉱希望者が山を越えてクロンダイクを目指した。当時、2つの有力なルートが存在した。1つ目は、まず船でアラスカ南東部のダイア（en:Dyea, Alaska）へ渡り、そこから先住民が古くから使用してきたチルクート・トレイル（en:Chilkoot Trail）で山越えをしてクロンダイクへ向かうルート。もう1つは、まず船でアラスカ南東部のスカグウェイに渡り、そこからデッド・ホース・トレイルとも呼ばれたホワイト峠（en:White Pass）から山越えをしてクロンダイクへ向かうルートである。これらのうち、チルクート・トレイルはより短い道のりだが険しい道であり、これに対してホワイト峠は多少長い道のりだが幾分なだらかな道であった。ただ、このホワイト峠と、この峠道の起点だったスカグウェイには、悪名高いソーピー・スミス（en:Soapy Smith）が結団して率いていた山賊が跋扈するという深刻な犯罪問題があった。ともあれ、アラスカ地区はユーコン地方へと向かうアメリカ合衆国国民の拠点となった。

### アラスカの金鉱

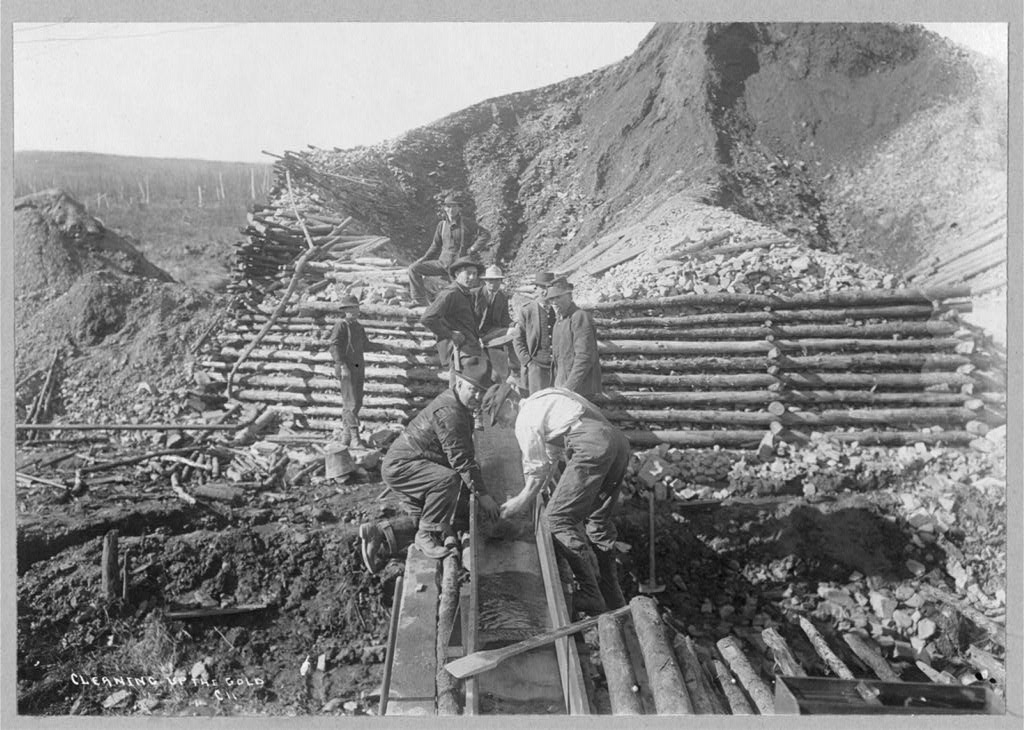
金を洗うアラスカの採鉱者。ただし、撮影されたのはすでにアラスカ準州となっていた1916年。

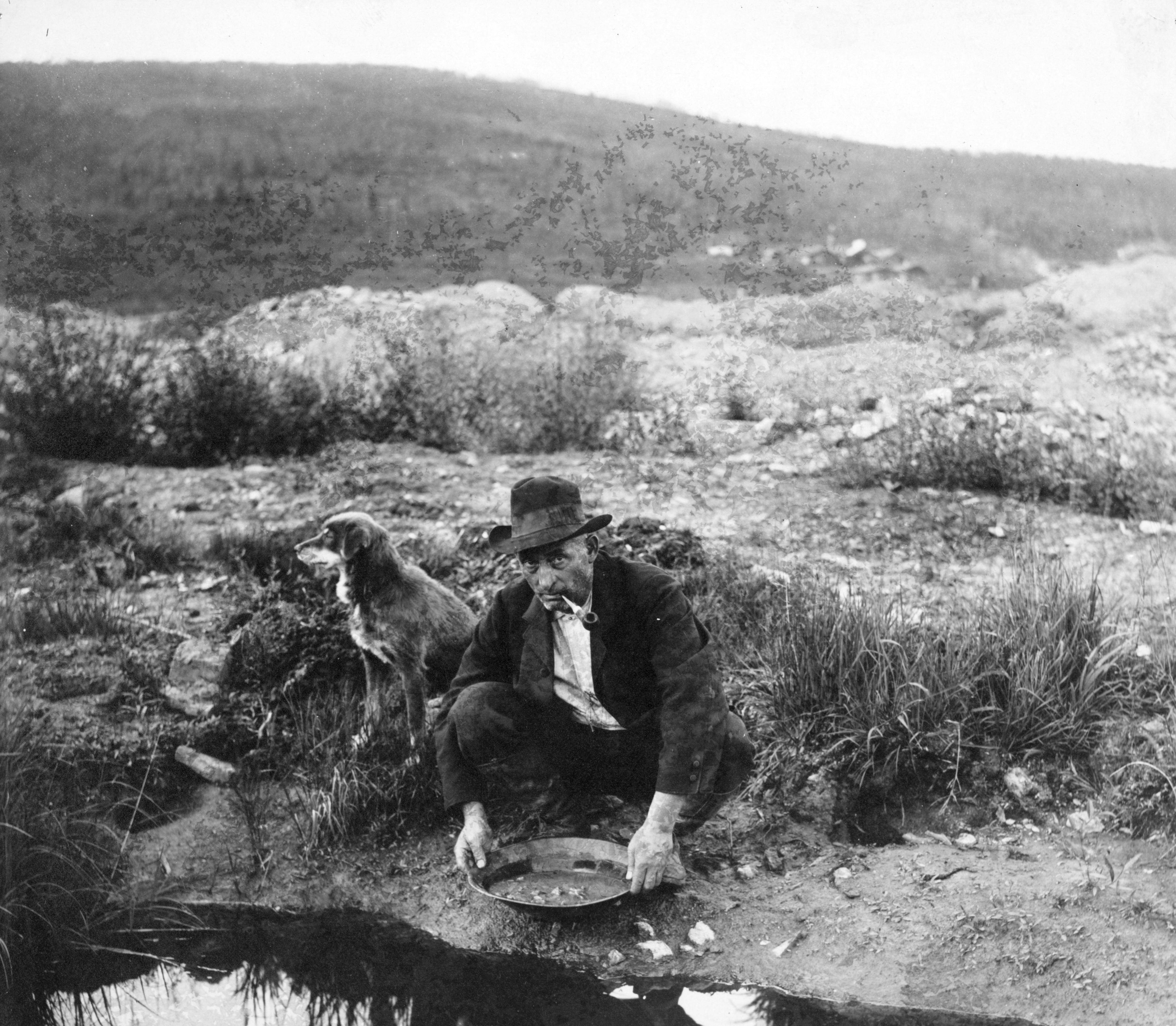
金を抽出するアラスカの採鉱者。ただし、撮影されたのはすでにアラスカ準州となっていた1916年。

クロンダイクでの採掘で一山当てられなかった者の多くは、アラスカ地区にも金はないかを探しに、アラスカ地区へと戻った。まず、アラスカ南東部のジュノー（現在のアラスカ州の州都）で最初の試掘が行われた。各地で試掘が行われる中で、1899年にアラスカ西部のノームで金鉱が見つかった。その後も試掘は行われ、1902年7月には金の試掘を行っていたフェリックス・ペドロによって、アラスカ中部に大きな金鉱（タナナ採鉱地区）が見つけられた。間もなくフェリックス・ペドロが前哨基地として使用していた場所には町ができ、この入植地はアメリカ合衆国の上院議員だった人物にちなんでフェアバンクス（Fairbanks）と名付けられた。フェアバンクスはユーコン川の流域だが、ユーコン川の支流の中にはアラスカ山脈方向から流れ降ってくる河川も存在し、さらに、山脈の反対側に流れ降るユーコン川とは別の河川も存在している。この川筋を利用したは大いに活用された。最終的にタナナ採鉱地区は金の一大生産地となる。このため、フェアバンクスから、アラスカ南部に存在する港町のバルディーズなどへは、先述の川筋にほぼ平行するような道路が建設された。またアラスカは今日でもまだアメリカ合衆国本土の48州と鉄道で結ばれていないにもかかわらず、1902年にはアラスカ鉄道が着工した。なお、すでにアラスカ準州になってからの話だが、1914年までにはフェアバンクスからアラスカ山脈を横断してアンカレッジを経由してアラスカ南部のキナイ半島のスワードまでが鉄道で結ばれた。
この他、1907年にはルビー・クリークでも金鉱が見つかり、1910年にはさらに大規模に採鉱が行われ、ルビー（en:Ruby, Alaska）の町が形成された。1911年には元々テント村であったルビーの町は河港都市へ成長し、劇場、店舗、カフェを持つに至った。このように金鉱が見つかると人が集まってくるので、実際に採鉱を行う以外にも様々なビジネスが可能であった。なお、これもすでにアラスカ準州になってからの話だが、1917年までのルビーの町の絶頂期には、ルビーの南の谷は87万5000ドルの価値の金を産出した。

### 金以外の金属資源
アラスカでは、金以外にも白金などの貴金属や準貴金属が採掘された。とりわけ銅は大規模に採掘された。1910年、ランゲル山地のケニコット（en:Kennecott, Alaska）で銅鉱山が操業を開始した。ここでは59万1535トン以上の銅鉱石を地中から採掘し、採鉱のピーク時には800名以上の労働者が雇用されていた。そして、ここの銅鉱石は鉄道で港町のコードバに運ばれるようになり、コードバから銅鉱石が運び出されていった。なお、ケニコットは現在では廃村となってしまっていて、また、この鉄道も廃線となってしまっている。
ちなみに、漁業の節で解説されているようにアラスカで商業的な漁業が成り立ったことで、銅鉱石の枯渇によってケニコットは廃村、さらに鉄道も廃線となったのにもかかわらず、その鉱石を港から積み出していたコードバは漁業によって廃村を免れている。

## 漁業・狩猟

### 漁業

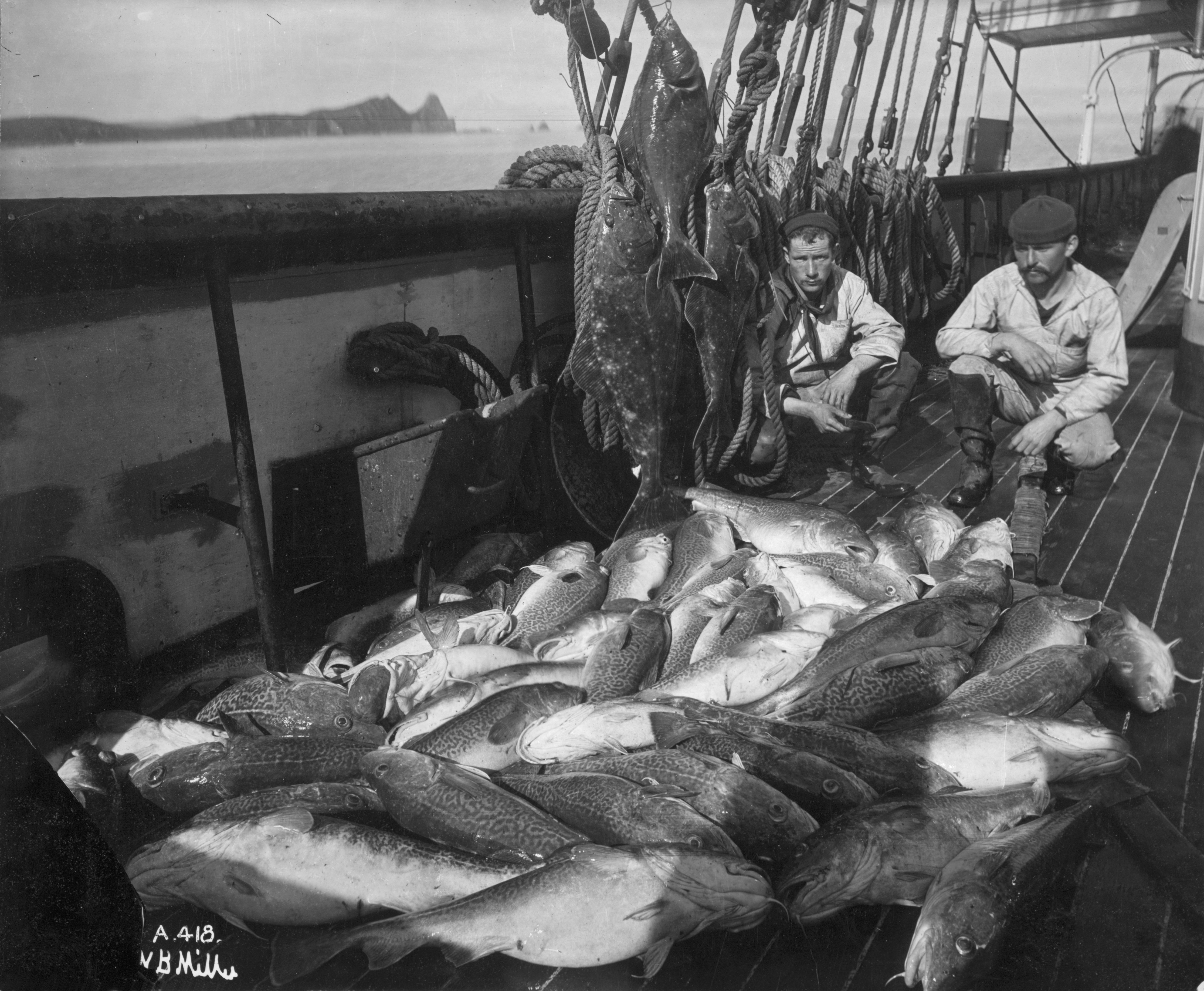
タラとオヒョウを捕まえるアラスカの漁船。1900年頃に撮影。

アラスカの沿岸部などでは、伝統的に漁業が営まれてきた。この漁業はアラスカでの一大産業となってゆく。当初はせいぜい地元で消費する分を漁獲する程度であった。しかし、特に缶詰の製造が始められると、アラスカに住む多くの人が漁業と水産物の加工によって生計を立てるようになった。缶詰にすれば保存がきくので、消費地への輸送が容易になったため、大量に漁獲して大量に加工して消費地へ輸送するというビジネスが成り立つようになった。つまり商業的な漁業が始まったのである。
1878年、実業家がアラスカで最初の2つの缶詰工場をクラウォックとシトカに建設した。1883年、北極パック会社はアラスカ南西部のヌシャガク湾に缶詰工場を創設し、そこで彼らはおびただしい数の川を溯上するサケの群れを使う事が出来た。2年後、アラスカ缶詰会社は湾の対岸にも缶詰工場を開業し、さらには1908年までに、10の缶詰工場がヌシャガク湾を取り囲むように操業を始めた。このように川に向かってくるサケの漁獲以外にも、アリューシャン列島付近では1900年頃までには商業的漁業が確立されていた。これも、やはり缶詰工場がタラやニシンを塩漬けにしていたために可能となったことである。食用にした魚の他にも、包装紙などに使う油を得るために商業捕鯨が行われた。捕鯨も元々先住民が伝統的に行ってきたことであったが、それはクジラを絶滅の危機に追い込むようなことはなかった。しかし、この商業捕鯨ではクジラの乱獲が行われ、ホッキョククジラを絶滅寸前まで追い込んでしまった

。

### 狩猟
沿岸部ではオットセイとラッコなどが乱獲された。アメリカ人はアラスカの奥地や北極圏にまで立ち入り、毛皮獣などが乱獲された。

### 先住民への影響
先住民は元々、捕鯨を含む漁業、そして狩猟を行って生活してきた。しかし、アメリカ人が至るところで乱獲を行ったために、先住民は食料が得られなくなった。さらに先住民は、例えばオットセイとラッコの毛皮をボートの船底として使っていたので、水上での漁ができなくなってしまった。その他、防寒具などにも毛皮は欠かせない。つまり、先住民はアメリカ人によって、食料だけではなく生活必需品も奪われてしまったのである。当然、これによって先住民は危機に陥った。